# Liste der deutschen Botschafter in der Republik Kongo
Die Liste der deutschen Botschafter in der Republik Kongo enthält die Botschafter der Bundesrepublik Deutschland in der Republik Kongo. Sitz der Botschaft ist in Brazzaville.
Im Juni 1997 wurde die Botschaft in Brazzaville während des Bürgerkrieges geschlossen, die Geschäfte wurden von der deutschen Botschaft in der Demokratischen Republik Kongo im benachbarten Kinshasa übernommen. Die deutsche Botschaft in Kinshasa war fortan sowohl für die Demokratische Republik Kongo, wie auch für die Republik Kongo doppelakkreditiert.
Am 1. Oktober 2012 wurde die Botschaft in Brazzaville wiedereröffnet. Erster Leiter war Ralf Teepe als Geschäftsträger a. i. Die deutsche Botschaft befindet sich im Gebäude der französischen Botschaft in Brazzaville. Die feierliche Eröffnung fand am 25. Januar 2013 statt.
| Name                                                                           | Amtszeit  | Anmerkungen |
| ------------------------------------------------------------------------------ | --------- | --- |
| Otto Soltmann                                                                  | 1961–1963 | |
| Jakob Hasslacher                                                               | 1963–1969 | |
| Andreas Meyer-Landrut                                                          | 1969–1971 | |
|                                                                                | 1971–1973 | Nach der diplomatischen Anerkennung der DDR durch die VR Kongo wurde die Botschaft 1971 bis 1973 von einem Geschäftsträger geleitet. |
| Gottfried Fischer                                                              | 1973–1977 | |
| Christoph Derix                                                                | 1977–1979 | |
| Harald Nestroy                                                                 | 1979–1982 | |
| Bernhard Kalscheuer                                                            | 1986–1988 | |
| Georg Merten                                                                   | 1988–1992 | |
| Adolf Ederer                                                                   | 1992–1997 | |
| Zwischen 1997 und 2012 war die Botschaft aufgrund des Bürgerkriegs geschlossen |           | |
| Ralf Teepe                                                                     | 2012–2013 | Geschäftsträger ad interim |
| Thomas Strieder                                                                | 2014–2016 | |
| Klaus Peter Schick                                                             | 2016–2020 | |
| Wolfgang Klapper                                                               | seit 2020 | |

## Weblink
- Webseite der Deutschen Botschaft Brazzaville/Republik Kongo